# アルブレヒト・クラインシュミット
アルブレヒト・クラインシュミット（Karl Albrecht Kleinschmidt, 1916年4月19日 - 2000年8月30日）は、ドイツの微生物学者。

## 経歴
フリードリヒスハーフェンの測候所長を務めた地球物理学者エルンスト・クラインシュミットと妻ヘレーネの間に4番目の子として生まれた。兄弟で計算競争をしたり、家族でオリエンテーリングをしたりと教育的な家庭環境に育ち、また母ヘレーネは音楽教育に熱心で言葉遣いに厳しい人であった。シュトゥットガルトのギムナジウムを卒業し、兵役・労役を終えると、1937年ハンブルクの医学生となり、1939年イェーナ、1940年ミュンヘンに移り、1942年に国試に合格し卒業した。第二次世界大戦中には独ソ戦の山岳師団で部隊軍医を務めたが、カルパチア山脈で撤退中に榴散弾により膝に大怪我をし、ウィーンの廃兵院に送られた。しかしそれがきっかけでオルガ・アイヒンガー (Olga Aichinger) と出会い、1945年終戦後すぐのクリスマスに結婚した。
ミュンヘンのマックス・プランク精神医学研究所の助手時代に、公立病院で病理医を務めたことがきっかけで彼の研究人生を決定づける電子顕微鏡と出会い、トリパノソーマの鞭毛構造についての研究を行った。1952年マールブルク大学公衆衛生研究所の所長クルト・ヘルツベルク (Kurt Herzberg) の助手として採用され、ウイルスの研究を始める。1957年にヘルツベルクとともにフランクフルト大学に移り、教授資格を得た。
1962年秋にカリフォルニア大学バークレー校のウイルス学者ウェンデル・スタンリーに誘われ、1963年に准教授となってすぐ妻子を伴ってアメリカに向かい研究員として在籍した。1965年春に、当時ニューヨーク大学医学部の生化学の教授であったセベロ・オチョアに見出され准教授となり、後に教授に昇格した。1973年にドイツに帰国し、ウルム大学医学部の微生物学の主任教授に就任。「生体分子の電子顕微鏡法」と題する国際的な講習会を開催し、「分子生物学コロキアム」を実施した。1988年には私財を投じて「ウルム大学分子生物学研究振興基金」を設立。
クラインシュミットの業績は110篇を数え、およそ半数がウイルス学ないし分子生物学に関するものである。なかでも1962年にディミトリイ・ラング (Dimitrij Lang) とともに、初めてDNAの電子顕微鏡写真を発表したことで国際的に有名になった。

## 顕彰
- 1976年、アウグスト・フォースター賞（マインツ芸術科学アカデミー）
- 1978年、ロベルト・コッホ賞
- 1991年、ウルム大学名誉教授